# Tricholoma frondosae
Tricholome équestre des peupliers
Espèce
Synonymes
- Tricholoma equestre var. populinum M. Christensen & Noordeloos, 1999

Tricholoma frondosae, le Tricholome équestre des peupliers, est une espèce de champignons (Fungi) Basidiomycètes du genre Tricholoma. Il produit un sporophore de taille moyenne, comportant un chapeau sans umbo, chaudement coloré d'un jaune vif à olivâtre et aux squamules brunes, fines et concentriques. Ses lames jaunes dégagent une forte odeur farineuse et sa chair a une saveur douce. Cette espèce paléarctique présente en Europe et en Russie asiatique forme des ectomycorhizes avec les Peupliers et les Épicéas toujours sur des sols riches en nutriments. Elle est morphologiquement proche de Tricholoma equestre qui s'en distingue par son biotope : les forêts de Pins pauvres en nutriments. Ce dernier présente une morphologie plus trapue, une coloration plus pâle, des squamules moins nombreuses et non concentriques ainsi que des spores plus grandes,.

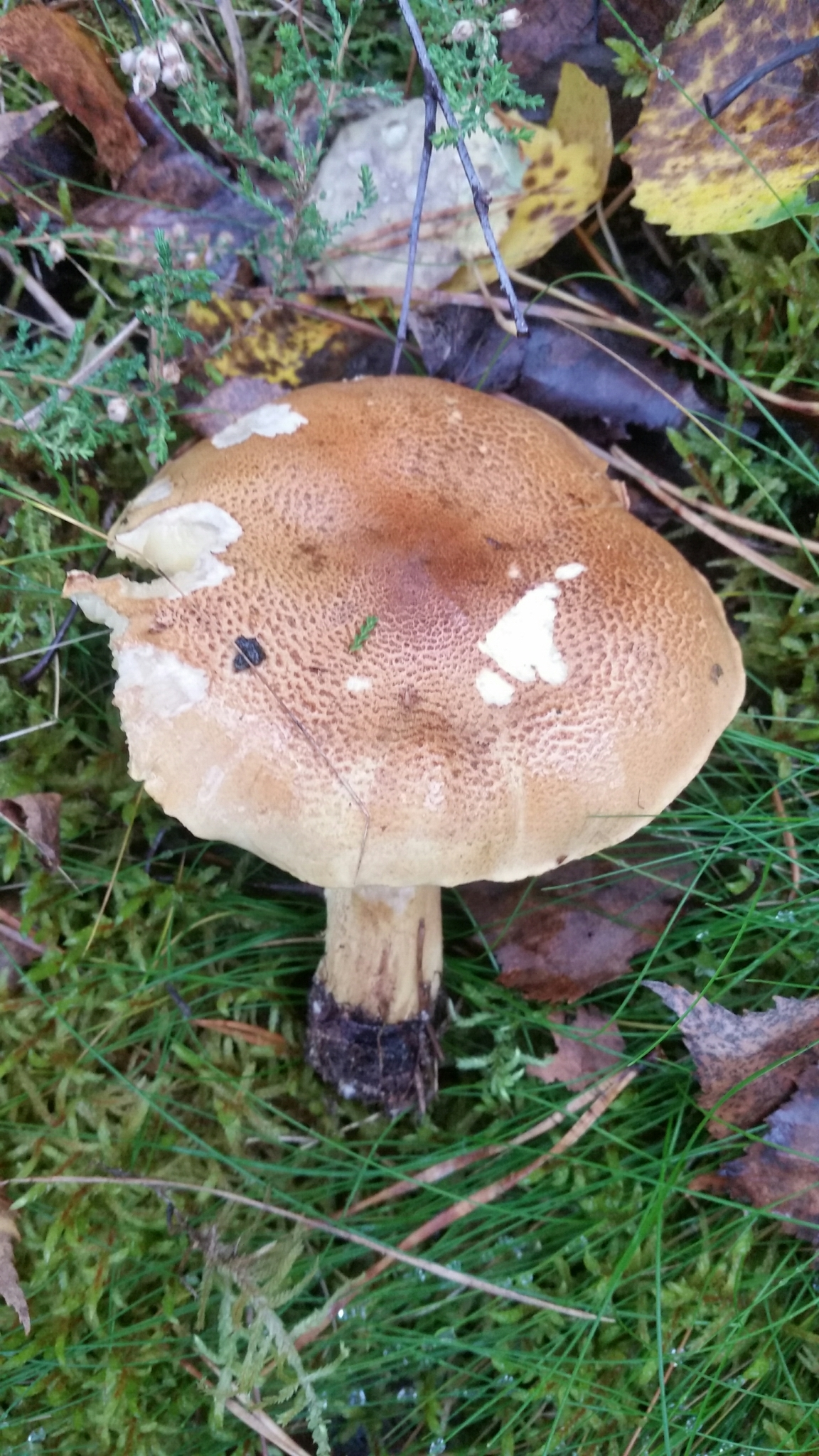
T. frondosae (Pskov, Russie).
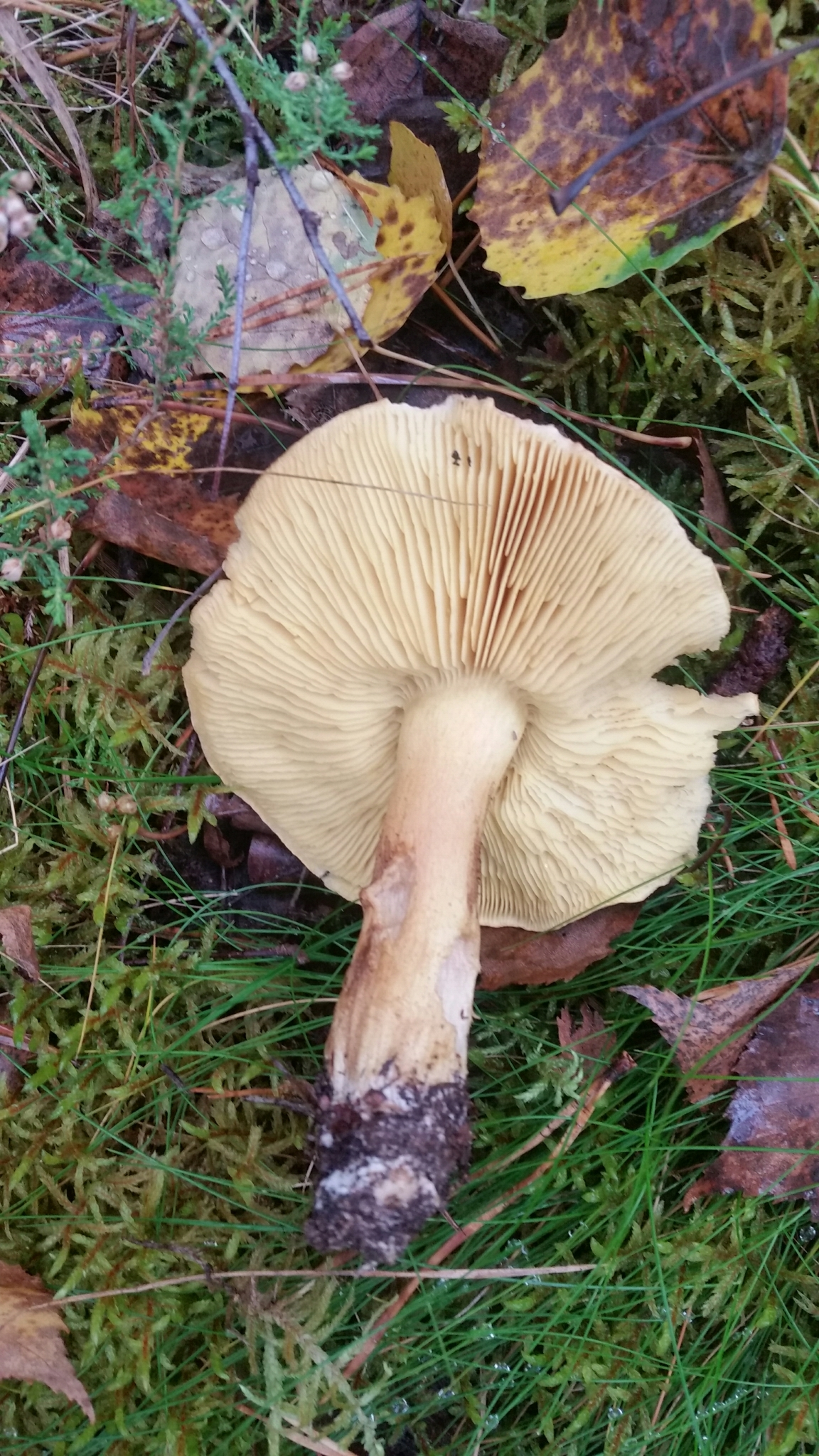
T. frondosae (Pskov, Russie).
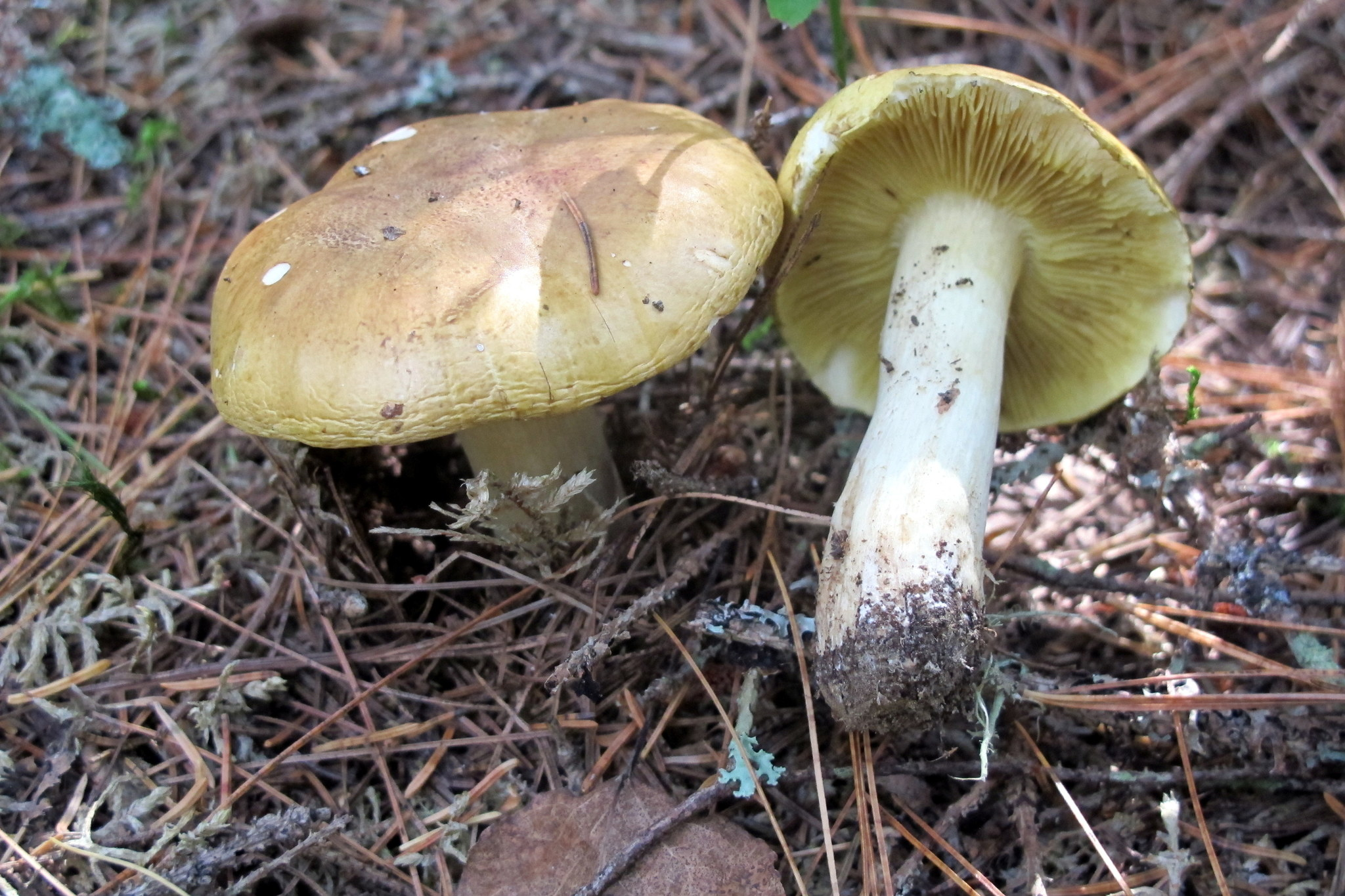
Tricholoma equestre (Ontario, Canada).